# Kyle Chandler
Kyle Chandler est un acteur américain né le 17 septembre 1965 à Buffalo (État de New York).

## Biographie
Ses parents sont Edward Chandler et Sally Jeanette Chandler. Son père est mort d'une crise cardiaque quand il avait 14 ans.
Il a une sœur Kelcey Chandler et un frère, Brian Chandler.
Il a été élevé dans la religion catholique romaine. 
Il passa les onze premières années de sa vie à Chicago, avant de déménager en Géorgie, où il obtient son diplôme en art dramatique à l'Université de Géorgie.

### Vie privée
Il est marié depuis 1995 à Katherine Chandler qui est scénariste. Ils ont deux filles Sydney, également actrice, et Sawyer.

## Carrière

### Débuts et révélation télévisuelle
Après quelques rôles à la télévision et au cinéma au début des années 1990, il est choisi en 1996 pour incarner le héros de la série dramatique Demain à la une. Il reçoit un Saturn Award du meilleur acteur de télévision dès la première saison pour son incarnation de Gary Hobson, l'homme qui reçoit le journal du lendemain. Le programme disparait cependant en 2000 au bout de quatre saisons, faute d'audiences. Il rebondit aussitôt vers un rôle récurrent dans une autre série, What About Joan. Le programme s'arrête en 2001.
En 2003, il joue dans le téléfilm historique comique, Pancho Villa, pour lequel il prête ses traits à Raoul Walsh, et une nouvelle série dramatique, The Lyon's Den. Le programme est cependant un flop commercial, et s'arrête au bout de six épisodes.
En 2005, il est au casting du blockbuster King Kong, réalisé par Peter Jackson, avec Naomi Watts.
En 2006, il tourne un double épisode évènement de la série médicale Grey's Anatomy. Puis il est choisi pour un rôle régulier dans une nouvelle série : celui du coach Eric Taylor, entraîneur des Dillon Panthers, dans la série dramatique Friday Night Lights, tirée du film du même nom. Le programme est un succès critique, à défaut de convaincre commercialement, et place l'acteur parmi les valeurs sûres, lui permettant de multiplier les seconds rôles au cinéma, entre deux saisons de la série.

### Confirmation au cinéma

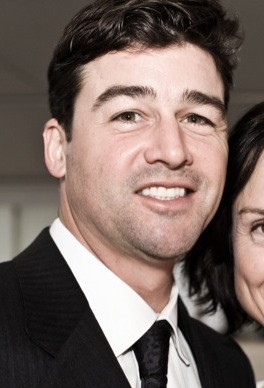
L'acteur aux Texas Film Hall of Fame Awards 2009.

En 2007, il joue dans le thriller d'action militaire Le Royaume, de Peter Berg
En 2008, il prête ses traits à John Driscoll dans le blockbuster de science-fiction  Le Jour où la Terre s'arrêta. 
L'année 2011 marque un tournant : alors que Friday Night Lights se conclut au bout de cinq saisons, il décroche l'Emmy Award du meilleur acteur pour sa performance. Parallèlement, J. J. Abrams lui offre un rôle important dans son blockbuster de science-fiction Super 8, où il joue le shérif Jackson Lamb. En fin d'année, Ben Affleck le dirige dans son multi-récompensé thriller historique Argo. Le film sort en 2012, et l'acteur y prête ses traits à Hamilton Jordan.
L'année 2013 le voit confirmer : si le pilote d'une nouvelle série dramatique, The Vatican, produit et réalisé par le cinéaste Ridley Scott n'est pas retenu par la chaîne Showtime en 2013, il apparait dans plusieurs films au cinéma : le thriller psychologique  Zero Dark Thirty, de Kathryn Bigelow ; le polar  Broken City, d'Allen Hughes ; l'acclamé drame indépendant  The Spectacular Now, de James Ponsoldt ; et enfin le flamboyant et oscarisé Le Loup de Wall Street, de Martin Scorsese.
L'année 2015 le voit cependant renouer avec les séries : est lancée en exclusivité sur Netflix le thriller Bloodline, développé par les créateurs de Damages. La série est un succès critique et une seconde saison est commandée. La même année, il joue dans le remarqué drame Carol, de Todd Haynes. 
En 2016, alors que la seconde saison de Bloodline est diffusée, il tient un rôle dans l'acclamé drame Manchester by the Sea, de Kenneth Lonergan.
De même, début 2017, il apparaît dans le drame indépendant Sidney Hall, écrit et réalisé par Shawn Christensen, alors qu'il finit le tournage de la troisième et dernière saison de Bloodline (série télévisée).
Durant l'été 2019, il retrouve les créatures gigantesques, en faisant partie de la distribution de Godzilla 2 : Roi des monstres.
Le 9 Octobre 2024, il est officiellement annoncé qu'il va incarner Hal Jordan / Green Lantern au sein de l'univers cinématographique DC dans la série Lanterns, qui sera diffusé prochainement sur HBO Max.

## Filmographie

### Cinéma
- 1992 : Pure Country de Christopher Cain : Buddy Jackson
- 1994 : The Color of Evening : John
- 1996 : Les Hommes de l'ombre (Mulholland Falls) de Lee Tamahori : Le capitaine
- 1999 : Angel's Dance : Tony Greco
- 2005 : King Kong de Peter Jackson : Bruce Baxter
- 2007 : Le Royaume (The Kingdom) de Peter Berg : Francis Manner
- 2008 : Le Jour où la Terre s'arrêta (The Day the Earth Stood Still) : John Driscoll
- 2010 : Morning de Leland Orser : L'homme d'affaire
- 2011 : Super 8 de J. J. Abrams : Jackson Jack Lamb
- 2012 : Argo de Ben Affleck : Hamilton Jordan
- 2013 : Zero Dark Thirty de Kathryn Bigelow : Joseph Bradley
- 2013 : Broken City d'Allen Hughes : Paul Andrews
- 2013 : Le Loup de Wall Street (The Wolf of Wall Street) de Martin Scorsese : Agent Patrick Denham
- 2013 : The Spectacular Now de James Ponsoldt : Tommy
- 2015 : Carol de Todd Haynes : Harge Aird
- 2016 : Manchester by the Sea de Kenneth Lonergan : Joe Chandler
- 2017 : Sidney Hall de Shawn Christensen : Le chercheur
- 2018 : Game Night de John Francis Daley et Jonathan Goldstein : Brooks
- 2018 : First Man : Le Premier Homme sur la Lune (First Man) de Damien Chazelle : Deke Slayton
- 2019 : Godzilla 2 : Roi des monstres (Godzilla : King of the Monsters) de Michael Dougherty : Mark Russell
- 2020 : Minuit dans l'univers (The Midnight Sky) de George Clooney : Mitchell
- 2021 : Godzilla vs Kong d'Adam Wingard : Mark Russell
- 2022 : La Petite Nemo et le Monde des rêves (film) de Francis Lawrence : Peter
- 2025 : Back in Action de Seth Gordon : Chuck
- 2025 : RIP de Joe Carnahan

### Télévision

#### Séries télévisées
- 1989 : China Beach : Grunt
- 1989 : Freddy, le cauchemar de vos nuits (Freddy's Nightmares, a Nightmare on Elm Street : The Series) : Chuck
- 1989 : L'Enfer du devoir (Tour of Duty) : William Griner
- 1990 / 2003 : On ne vit qu'une fois (One Life to Live) : Joey
- 1991 - 1993 : Homefront : Jeff Metcalf
- 1994 : Nord et Sud (North and South) : Charles Main
- 1996 - 2000 : Demain à la une (Early Edition) : Gary Hobson
- 2000 - 2001 : What About Joan : Tony Jake Evans
- 2003 : The Lyon's Den (en) : Grant Rashton
- 2006 - 2007 : Grey's Anatomy : Dylan Young
- 2006 - 2011 : Friday Night Lights : Coach Eric Taylor
- 2008 : Les Rois du Texas (King of the Hill) : Tucker Mardell (voix)
- 2011 : Robot Chicken : l'homme / Mongo (voix)
- 2015 - 2017 : Bloodline : John Rayburn
- 2019 : Catch 22 : Colonel Cathcart
- 2021 : Mayor of Kingstown : Mitch McLusky
- 2022 : Super Pumped, la face cachée d'Uber (Super Pumped: The Battle for Uber) : Bill Gurley

Prochainement
- Lanterns : Hal Jordan / Green Lantern

#### Téléfilms
- 1988 : Quiet Victory: The Charlie Wedemeyer Story : Skinner
- 1989 : Unconquered : le premier garçon
- 1989 : Home Fires Burning : Billy Benefield
- 1995 : Une mère trahie : Peter Walker
- 1995 : Convict Cowboy : Clay Treyton
- 2003 : Pancho Villa (And Starring Pancho Villa as Himself) : Raoul Walsh
- 2004 : Capital City : Mac McGinty
- 2005 : Lies and the Wives We Tell Them To : Cooper

## Distinctions
- 1997 : Saturn Award - Meilleur acteur de série télévisée  (Demain à la une)
- 2006 : Emmy Award - Invité spécial dans une série dramatique (Grey's Anatomy)
- 2007 : Television Critics Association Award — Individual Achievement in Drama (Friday Night Lights)
- 2010 : Emmy Award - Nomination - Meilleur acteur dans une série dramatique (Friday Night Lights)
- 2011 : Emmy Award - Récompense - Meilleur acteur dans une série dramatique (Friday Night Lights)

## Voix françaises
En France, Emmanuel Curtil est la voix française régulière de Kyle Chandler.
Au Québec, Pierre Auger est la voix récurrente de l'acteur. 
En France
| - Emmanuel Curtil dans : - Nord et Sud (série télévisée) - Demain à la une (série télévisée) - The Lyon's Den (série télévisée) - Grey's Anatomy (série télévisée) - Friday Night Lights (série télévisée) - Le Jour où la Terre s'arrêta - Super 8 - Argo - Le Loup de Wall Street - Bloodline (série télévisée) - Manchester by the Sea - Sidney Hall - Game Night - First Man : Le Premier Homme sur la Lune - Godzilla 2 : Roi des monstres - Minuit dans l'univers - Godzilla vs Kong - Mayor of Kingstown (série télévisée) - Super Pumped (série télévisée) - La Petite Nemo et le Monde des rêves - Back in Action | Et aussi - Éric Legrand dans Une mère trahie (téléfilm) - Damien Boisseau dans King Kong - David Krüger dans Le Royaume - Julien Meunier dans Zero Dark Thirty - François Raison dans Broken City - Pierre Baux dans Carol - Lionel Tua dans Catch-22 (mini-série) |

Au Québec
| - Pierre Auger dans : - Le Royaume - Soirée de jeux - Le Premier Homme - Godzilla : Roi des monstres - Daniel Roy dans : - King Kong - Opération avant l'aube - Carol - Daniel Picard dans : - Super 8 - Argo | Et aussi - François Godin dans Pure Country - Benoît Éthier dans Emprise sur la ville - Louis-Philippe Dandenault dans Le Loup de Wall Street |